# Geologia Mołdawii
Geologia Mołdawii
Północna i środkowa część terytorium Mołdawii znajduje się na obszarze płyty mołdawskiej, południowa część na obszarze płyty scytyjskiej. W strefie połączenia obu płyt znajduje się zapadlisko przeddobrudzkie wieku jurajskiego.
W skrajnej południowo-wschodniej części Mołdawii - zapadlisku czarnomorskim przeważają skały kredy - paleogenu. Płyta mołdawska oddzielona jest od tarczy ukraińskiej strefą rozłamów dniestrzańskich. Krystaliczny fundament zbudowany jest z archaicznych (seria buzko-dniestrzańska) i dolnoproterozoicznych (seria buzka i kompleks podolski) skał magmowych i metamorficznych. Na północy w dolinie Dniestru fundament wychodzi na powierzchnię, a w zapadlisku przeddobrudzkim zapada na głębokość 5-8 km. Po utworzeniu płyty mołdawskiej transgresje i regresje morza zalewały niemal cały obszar platformy, albo jej główne jednostki. W podstawie pokrywy osadowej zalegają największe stare terygeniczno-efuzywne skały wołyńskiej serii górnego ryfeju (absolutny wiek 1020-900 mln lat).
Największą powierzchnię na płycie mołdawskiej zajmują osady kambru, jury, natomiast nieobecne są osady karbonu, permu i triasu. Fundament płyty scytyjskiej zbudowany jest z dyslokowanych metamorficznych skał dewonu, karbonu i permu, przeciętych intruzjami obojętnych i kwaśnych skał magmowych і ich żyłowymi odpowiednikami. Głębokość zalegania fundamentu 400–700 m. Osadowy kompleks płyty utworzony był z osadów jury, paleogenu i neogenu. Zapadlisko przeddobrudzkie przedstawia sobą buzką strukturę grabenopodobną o północno-zachodnim przebiegu, nałożoną na zmienione skały kompleksów bajkalskiego, kaledońskiego i hercyńskiego z gęstą siecią uskoków i wypiętrzeń, które tworzą serię uskoków schodowych na jej skrzydłach i w strefie centralnej. Zapadlisko zbudowane wendzkim kompleksem skał terygenicznych, terygeniczno-chemicznymi osadami syluru, dewonu, karbonu i permu i chemiczno-terygenicznymi skałami jury. Te utwory niezgodnie przykryte osadami paleogenu i neogenu.
W zapadlisku czarnomorskim osady neogenu rozpowszechnione we wszystkich strukturach jako utwory terygeniczno-węglanowe. Na północnym zachodzie i na wschodzie Mołdawii prawie południkowo przebiegają dwa pasma raf z neogenu. Główna część bogactw naturalnych to głównie surowce skalne, związane z osadami neogenu i czwartorzędu.